# Jablonovské sedlo
Jablonovské sedlo nebo Soroška (maďarsky Szoros-kő – „úzky kameň“, 535 m n. m.) je sedlo v Slovenském krasu. Nachází se v hlavním hřebeni pohoří, nad obcí Lipovník, na území Národního parku Slovenský kras. V sedle je parkoviště a motorest.

## Doprava
Průsmykem vede důležitá silniční spojnice Košic s Rožňavou, silnice I/16 jako součást mezinárodní evropské trasy E58. Pod sedlem prochází 3148 m dlouhým Jablonovským tunelem železniční trať Zvolen–Košice.
Pode sedlem je plánovaný čtyřkilometrový dvoutubusový silniční tunel Soroška na R2. Tunel povede 50 metrů pod železničním. V červenci 2020 byl jako datum začátku výstavby uváděn rok 2030.

## Přístup
- po silnice I/16 z Rožňavy nebo Jablonova nad Turňou
- po  červené značce zo Silice nebo Zádielu
- po  žluté značce z Hrušova